# Margarida Maria Alves
Margarida Maria Alves, née le 5 août 1933 et morte le 12 août 1983 à Alagoa Grande, est une ouvrière et syndicaliste brésilienne, militante pour les droits humains et la défense du travail rural. Elle est l’une des premières femmes à occuper un poste de direction syndicale dans le pays. Son nom et sa lutte ont inspiré la Marcha das Margaridas (pt) créée en 2000.
Durant la période où elle était à la tête du syndicat local de sa ville, elle a été responsable de plus d'une centaine de procès en droit du travail devant le tribunal régional du travail, ayant été la première femme à lutter pour les droits du travail dans l'État de Paraíba pendant la dictature militaire.
À titre posthume, elle a reçu le prix Pax Christi International en 1988. 

## Biographie
Margarida Maria Alves est la plus jeune fille d'une famille de neuf frères et sœurs et a vécu à Sitio Jacu, une zone rurale d'Alagoa Grande jusqu'à l'âge de 22 ans. Cependant sa famille est expulsée de ses terres par de grands propriétaires terriens et doit déménager en banlieue de Paraíba. Margarida n'a pas fait d’études et a terminé sa quatrième année d'école primaire alors qu'elle était plus âgée que l'âge prévu dans la scolarité classique.
Elle devient présidente du Syndicat des travailleurs ruraux d'Alagoa Grande en 1973, à l'âge de 40 ans, ce qui fait d’elle l’une des premières femmes à occuper un poste de direction syndicale au Brésil. L'activiste a été à l'avant-garde de la lutte pour les droits fondamentaux des travailleurs ruraux d'Alagoa Grande, tels que les contrats de travail signés, le 13e salaire, les journées de travail de huit heures, les vacances et le congé de maternité. Elle s'est également impliquée pour que les travailleurs puissent cultiver leurs propres terres et pour mettre fin au travail des enfants dans les plantations et les champs de canne à sucre, afin que ces enfants puissent étudier. Durant son mandat syndical, elle a créé un programme d'alphabétisation pour adultes, inspiré de la pédagogie de Paulo Freire, destiné aux travailleurs. Elle a également été responsable du dépôt de plus de 100 procès devant le tribunal du travail d'Alagoa Grande, confrontant les intérêts des grands propriétaires fonciers et des propriétaires de sucreries - en particulier les propriétaires d'Usina Tanques. L'année de son décès, en 1983, environ 72 procès étaient en cours de traitement au tribunal du travail local, selon les données du ministère public.

## Assassinat
Margarida Maria Alves est assassinée le 12 août 1983, à l'âge de 50 ans, d'un tir de fusil de chasse calibre 12 au visage, devant sa maison, à Alagoa Grande, Paraíba (PB). Elle avait déjà reçu une série de menaces de mort par téléphone et par courrier. Son fils de 8 ans jouait sur le trottoir lorsqu’un homme a sonné à sa porte, et a demandé Margarida ; lorsqu’elle lui a répondu affirmativement, il lui a tiré dessus. Le tueur à gages avait été engagé par les grands agriculteurs de la région.

## Postérité

### Suites judiciaires
Ce crime a eu de grandes répercussions nationales et internationales et même été signalé à la Commission interaméricaine des droits de l’homme. Deux ans après, le ministère public a dénoncé trois personnes qui pourraient être associées au crime : Antônio Carlos Regis, considéré comme un point focal pour les agriculteurs de la région, et les frères Amauri et Amaro José do Rego, qui étaient, en fait, les auteurs du crime. En 1988, trois ans après la plainte déposée par le ministère public, Antônio Carlos Regis a été acquitté faute de preuves. En 1995, le ministère public a porté une nouvelle accusation contre d'autres agriculteurs comme commanditaires de l'assassinat : Aguinaldo Veloso Borges, Zito Buarque, Betâneo Carneiro et Edgar Paes de Araújo. Seul Zito Araújo a subi le processus, il a été emprisonné pendant trois mois et, en 2001, il a été acquitté. Le crime politique n’a jamais été résolu.

### Musée
La maison où elle vivait a été achetée par le gouvernement municipal d'Alagoa Grande et est devenue un musée le 26 août 2001. Sur la façade de l'immeuble est inscrite sa phrase la plus célèbre, devenue un symbole de la lutte syndicale au Brésil : « Je ne fuis pas le combat. Mieux vaut mourir au combat que mourir de faim. ». Sous l'une des fenêtres de la résidence se trouve une plaque sur laquelle on peut lire : « La dirigeante syndicale Margarida Maria Alves a été assassinée ici le 12-08-1983 ». À l'intérieur de la propriété, en grandes lettres noires, il est écrit « Je ne fuis pas le combat ».

### Marche des Margaridas
Depuis 2000 et tous les quatre ans, des ouvrières brésiliennes se rassemblent pour une manifestation à Brasilia organisée par la Confédération nationale des travailleurs de l’agriculture (pt) (Contag); l’édition de 2023 a rassemblé plus de 100 000 personnes. 

### Distinctions
En 2023, son nom est inscrit au Livre d’or des Héros et Héroïnes de la Patrie (pt) par le Congrès national du Brésil.

## Filmographie
- (pt-BR) [vidéo] TV Contag, « Documentário: Nos Caminhos de Margarida », sur YouTube, 27 mars 2017, documentaire de Barak Fernandes, 29 minutes